# Anairetes
Anairetes – rodzaj ptaków z podrodziny eleni (Elaeniinae) w rodzinie tyrankowatych (Tyrannidae).

## Zasięg występowania
Rodzaj obejmuje gatunki występujące w Ameryce Południowej.

## Morfologia
Długość ciała 9,5–13 cm; masa ciała 6–10 g.

## Systematyka

### Etymologia
Anairetes: gr. αναιρετης anairetes – „niszczyciel, destruktor” (tj. tyran). 

### Podział systematyczny
Do rodzaju należą następujące gatunki:
- Anairetes nigrocristatus Taczanowski, 1884 – czuprynek czarnoczuby
- Anairetes reguloides (d’Orbigny & Lafresnaye, 1837) – czuprynek rogaty
- Anairetes alpinus (Carriker, 1933) – czuprynek peruwiański
- Anairetes flavirostris P.L. Sclater & Salvin, 1876 – czuprynek żółtodzioby
- Anairetes parulus (von Kittlitz, 1830) – czuprynek czubaty
- Anairetes fernandezianus (S.A. Philippi Sr., 1857) – czuprynek wyspowy